# Казанський трамвай
Казанський трамвай — діюча трамвайна мережа міста Казань, Росія. Одна з найстаріших електричних трамвайних систем у Росії, відкрита 20 листопада 1899 року, замінила казанську конку.

## Маршрути
| № | Початковий пункт   | Кінцевий пункт             | Номер маршруту до перенумерації у 2013 році |
| - | ------------------ | -------------------------- | ------------------------------------------- |
| 1 | Залізничний вокзал | Вулиця Хімічна             | 9                                           |
| 2 | Залізничний вокзал | Річковий вокзал            | 7                                           |
| 4 | Вулиця Халітова    | 9-й мікрорайон             | 11                                          |
| 5 | Залізничний вокзал | Мікрорайон «Сонячне Місто» | 19                                          |
| 6 | Вулиця Халітова-2  | Селище Караваєво           | 13                                          |

## Рухомий склад
Станом на грудень 2014 року в наявності є такі моделі пасажирських трамваїв:
| Пасажирський рухомий склад | Пасажирський рухомий склад | Пасажирський рухомий склад | Пасажирський рухомий склад | Пасажирський рухомий склад |
| Модель                     | Кількість                  | Маршрути                   | Максимальна кількість      | Рік початку експлуатації   |
| -------------------------- | -------------------------- | -------------------------- | -------------------------- | -------------------------- |
| 71-608КМ                   | 25                         | 1, 2, 6                    | 46                         | 1995                       |
| 71-619К                    | 4                          | 1, 2, 6                    | 4                          | 1999                       |
| 71-619К-01                 | 1                          | 1, 6                       | 1                          | 1999                       |
| 71-619КТ                   | 1                          | 1, 6                       | 1                          | 2005                       |
| 71-402                     | 10                         | 2, 4, 6                    | 10                         | 2002                       |
| ЛМ-93                      | 2                          | 1, 2, 6                    | 7                          | 1993                       |
| ЛМ-99К                     | 5                          | 1,6                        | 15                         | 2000                       |
| ЛМ-99АЕ                    | 19                         | 1, 2, 4, 6                 | 20                         | 2007                       |
| АКСМ-62103                 | 20                         | 4, 5                       | 20                         | 2013                       |
| АКСМ-84300М                | 20                         | 5                          | 20                         | 2013                       |

| ЛМ-99К   | 1 | Пересувний вагон-побутове приміщення |
| 71-608КМ | 1 | Вагон для огляду контактної мережі   |
| ТК-28    | 2 | Рейкотранспортер                     |
| ВТК-01   | 6 | Снігоочисник                         |
| ГС-4     | 2 | Снігоочисник                         |
| РВЗ-6М2  | 2 | Вагон-вишка, поливальний             |